# Hoa Viên
Hoa Viên (chữ Hán giản thể:花垣县) là một huyện thuộc Châu tự trị dân tộc Thổ Gia, Miêu Tương Tây, tỉnh Hồ Nam. Cộng hòa Nhân dân Trung Hoa. Huyện này có diện tích 1111 ki-lô-mét vuông, dân số năm 2004 là 272.646 người, trong đó: người Hán (47.246 người), người Thổ Gia 17.294 người. Dân số nông nghiệp là 231.690 người. Chính quyền huyện đóng ở trấn Hoa Viên. Mã số bưu chính là 4164xx. Về mặt hành chính, huyện được chia thành 8 trấn, 13 hương vào năm 2004. Năm 2005 điều chỉnh thành 8 trấn và 9 hương.
- Trấn: Hoa Viên, Biên Thành, Đoàn Kết, Dân Lạc, Long Đàm, Cát Vệ và Ma Lật Trường.
- Hương: Trường Lạc, Nhã Dậu, Nhà Kiều, Bài Bích, Miêu Nhi, Bài Khoa, Bổ Trừu, Bài Ngô, Lưỡng Hà và Đổng Mã Khố.